# Something for Everybody (Devo)
Something for Everybody è il nono album del gruppo statunitense Devo, pubblicato dalla Warner Bros. nel 2010.

## Tracce
1. Fresh – 3:02
2. What We Do (M. Mothersbaugh / G.V. Casale / Max Liederman) – 3:19
3. Please Baby Please (G.V. Casale/Bob Casale) – 2:43
4. Don't Shoot (I'm a Man) – 3:28
5. Mind Games – 2:32
6. Human Rocket (M. Mothersbaugh) – 3:25
7. Sumthin' – 2:48
8. Step Up – 3:03
9. Cameo – 2:52
10. Later Is Now (G.V. Casale) – 3:55
11. No Place Like Home – 3:21
12. March On – 3:53

(Tutte le tracce composte da Mark Mothersbaugh e Gerald V. Casale, eccetto dove indicato)